# Echthromorpha plagiata
Echthromorpha plagiata är en stekelart som först beskrevs av Smith 1858.  Echthromorpha plagiata ingår i släktet Echthromorpha och familjen brokparasitsteklar. Inga underarter finns listade i Catalogue of Life.